# Modello di Klein

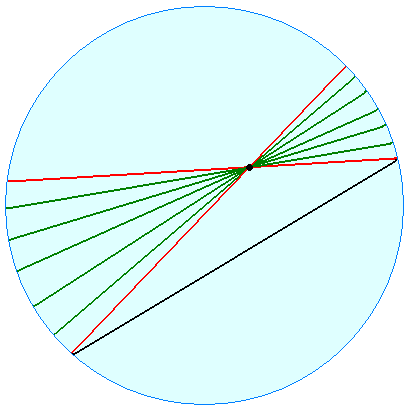
Il V postulato della geometria iperbolica nel modello di Klein.

Il modello di Klein è un modello di geometria iperbolica, introdotto da Eugenio Beltrami per dimostrare l'indipendenza del V postulato di Euclide dai primi quattro. La descrizione del modello come spazio metrico è dovuta successivamente a 
Arthur Cayley ed approfondita successivamente da Felix Klein.
Come il disco di Poincaré, il modello di Klein è una palla {\displaystyle n}-dimensionale. La geometria è definita però in modo differente: le geodetiche nel modello di Klein sono infatti segmenti e non archi di circonferenza. La maggiore semplicità nella descrizione delle geodetiche è però controbilanciata da una maggiore complicazione nella descrizione degli angoli fra queste: il modello di Klein non è infatti un modello conforme, gli angoli fra rette non sono cioè quelli usuali del piano euclideo.

## Definizione
Il modello di Klein è un modello di geometria iperbolica definito sulla palla {\displaystyle n}-dimensionale
{\displaystyle B^{n}=\{x\in \mathbb {R} ^{n}\ |\ |x|<1\}}
dotata di una geometria diversa da quella euclidea. Tale geometria può essere introdotta in vari modi. La dimensione {\displaystyle n} è arbitraria, ma la più studiata è senza dubbio la dimensione {\displaystyle n=2}: in questo caso lo spazio è veramente un disco (senza il bordo), centrato nell'origine e di raggio unitario.

### Distanza
La distanza fra due punti è definita nel modo seguente. Siano {\displaystyle u} e {\displaystyle v} due punti del disco. Siano {\displaystyle u'} e {\displaystyle v'} i punti di intersezione della retta {\displaystyle r} passante per {\displaystyle u} e {\displaystyle v} con il bordo del disco 
{\displaystyle \partial B^{n}=\{x\in \mathbb {R} ^{n}\ |\ |x|=1\}.}
I punti {\displaystyle u',u,v,v'} giacciono con questo ordine sulla retta {\displaystyle r}. La distanza fra {\displaystyle u} e {\displaystyle v} è 
{\displaystyle d(u,v)={\frac {1}{2}}\ln {\big (}\operatorname {b} (v',u',u,v){\big )}}
ovvero il logaritmo naturale del birapporto dei quattro punti. Con questa distanza il modello di Klein è uno spazio metrico.